# Cong Su
Cong Su (chinesisch 蘇聰 / 苏聪, Pinyin Sū Cōng; * 1957 in Tianjin) ist ein deutscher Komponist und Musiker chinesischer Herkunft und war bis zum Jahr 2023 tätig als Professor für Filmmusik an der Filmakademie Baden-Württemberg.

## Leben
Cong Su studierte von 1978 bis 1982 am Zentralkonservatorium für Musik (中央音乐学院) in Peking. Anschließend zog er nach Deutschland, wo er an der Hochschule für Musik und Theater München von 1982 bis 1985 Musiktheorie, Musikanalyse, Filmmusik und Ballettmusik studierte. Nach seinem Abschluss erhielt er einen Lehrauftrag an der Universität Augsburg. Von 1989 bis 1991 unterrichtete er erneut in München und ist seit 1991 Professor an der Filmakademie Baden-Württemberg. Zu seinen Schülern gehörte der Filmkomponist Jens Grötzschel.
Gemeinsam mit David Byrne und Ryūichi Sakamoto gewann er für die Filmmusik zu Bernardo Bertoluccis Monumentalfilm Der letzte Kaiser den Oscar für die Beste Filmmusik, einen Golden Globe für die Beste Filmmusik und einen Grammy.

## Werk
- Oper Cuba Libre, Libretto von Daniel Call. UA am Theater Erfurt. 2005

## Filmografie (Auswahl)
- 1931: Zwei Sterne in der Milchstraße (Yinhe shuangxing) (Version von 1997)
- 1987: Der letzte Kaiser (The Last Emperor)
- 1989: Bangkok Story
- 1995: Auf Streife (Min jing gu shi)
- 2007: Im Chaos der Gefühle
- 2009: Xun zhao liu san jie
- 2010: Konfuzius

## Auszeichnungen (Auswahl)
Oscar
- 1988: Auszeichnung für die Beste Filmmusik in „Der letzte Kaiser“

Golden Globe Award
- 1988: Auszeichnung für die Beste Filmmusik in „Der letzte Kaiser“

Grammy Award
- 1989: Bestes Album mit instrumentaler Original-Hintergrundmusik geschrieben für Film oder Fernsehen für „Der letzte Kaiser“